# Владо Дапчевић
Владимир Владо Дапчевић (Љуботињ, код Цетиња, 14. јун 1917 — Брисел, 12. јул 2001) био је револуционар, учесник Народноослободилачке борбе, пуковник ЈА и политички дисидент Титовог режима.

## Биографија
Рођен је 14. јуна 1917. године у селу Љуботињу, код Цетиња. Потиче из свештеничке породице. Гимназију је похађао на Цетињу, али је због организовања штрајка ученика, искључен из школе. Године 1933. постаје члан Савеза комунистичке омладине Југославије (СКОЈ), а исте године је, због ширења комунистичких идеја, први пут ухапшен. У чланство Комунистичке партије Југославије (КПЈ) је примљен 1934. године.
Године 1935. учествује у великим партијским демонстрацијама и тучи са полицијом, због чега бива ухапшен. У затвору је провео месец дана. Школовање наставља у Подгорици, Никшићу и Призрену, али свуда бива искључен из школе. На крају је, због комунистичке активности, искључен из свих школа у Краљевини Југославији. Због заслуга на организовању партијских ћелија изабран је за организационог секретара Покрајинског комитета СКОЈ-а за Црну Гору.
Услед полицијске провале у КПЈ, током 1936. године, долази до масовног хапшења чланова Партије. Покрајински комитет у Црној Гори на то узвраћа организовањем демонстрација, где долази до озбиљних сукоба с полицијом. У тим сукобима гине 12 демонстраната, док их је педесетак рањено, а скоро 400 похапшено. После директиве Партије да се обуставе сукоби, Владо се предао полицији. У затвору у Сарајеву проводи скоро четири месеца када су, због притиска међународне јавности, скоро сви пуштени на слободу.
Почетком 1937. године постављен је за организационог секретара Месног комитета КПЈ за Цетиње. Пријављује се, као добровољац, за одлазак у Шпанију, али полиција открива и хапси велику групу добровољаца. Владо тек 1939. године добија дозволу да полаже матуру у Котору. Те године уписује се на Технолошки смер Техничког факултета у Београду.
На Универзитету се укључује у борбу за одбрану аутономије Универзитета, као и на организовању партијских ћелија међу студентима и радницима. Током 1940. године учествује у раду пленума Покрајинског комитета КПЈ за Црну Гору, а затим по задатку одлази у Боку которску, где ради на стварању нових партијских организација. Због фракцијских борби унутар КПЈ, долази до распуштања Окружног комитета КПЈ за Цетиње, чији је Владо био члан.

### Народноослободилачка борба
За време бомбардовања 6. априла 1941. године Владо се налазио у Београду. Одатле се пребацује у Црну Гору, где учествује у партијском раду на организовању устанка. Активно учествује Тринаестојулском устанку народа Црне Горе. Као борац Ловћенског батаљона учествовао је у нападу на Пљевља.
У јесен 1941. године, Владо се успротивио директиви Партије о враћању одређеног броја бораца кућама, због чега је искључен из КПЈ. Заједно са борцима Ловћенског батаљона учествује у формирању Прве пролетерске ударне бригаде, када постаје борац њеног Првог (црногорског) батаљона. После Игманског марша и доласка у Фочу, почетком 1942. године, поново је примљен у Партију и постављен за политичког комесара Дринског добровољачког одреда.
Средином 1942. године постављен је за командира Прве чете Првог (црногорског) батаљона Прве пролетерске. Због критичких иступа поново је искључен из Партије. Као командир десетине бомбаша учествује у низу акција, све до рањавања крајем 1942. године.
Учествује у борбама на Неретви и Сутјесци, након којих је поново примљен у КПЈ и постављен за политичког комесара Седме крајишке бригаде. У првој половини 1944. године постављен је за политкомесара Официрске школе при Врховном штабу НОВ и ПОЈ, а затим за политичког комесара Десете крајишке дивизије НОВЈ. Из рата излази у чину потпуковника.

### Информбиро
После рата је постављен за наставника на Вишој партијској школи „Ђуро Ђаковић“ у Београду, а потом 1947. године за начелника Управе Југословенске армије за агитацију и пропаганду.
Учествује на Петом конгресу КПЈ, јула 1948. године, у Београду. Прихватајући Резолуцију Информбироа, покушао је да побегне из земље, са генералима Арсом Јовановићем и Бранком Петричевићем. Бекство је осујећено и, том приликом на граници са НР Румунијом, гине начелник Генералштаба ЈА, генерал-пуковник Арсо Јовановић. Владо успева да побегне и једно кратко време се крије у Београду, да би, при поновном покушају бекства преко мађарске границе, био ухапшен.
У истражном затвору је провео 22 месеца, а 1950. године је осуђен на двадесетогодишњу робију. Од јуна 1950. до 6. децембра 1956. године налазио су у логорима Стара Градишка, Билећа и Голи оток. Због претње новим хапшењем, 1958. године, бежи с групом другова у НР Албанију. У Албанији међу емигрантима избија сукоб око путева даље борбе. Владо је желео да борбу настави у Југославији, док се већина одлучила за одлазак у СССР. После неколико месеци неизвесности, албанске власти их упућују у СССР.

### Емиграција
По доласку у Совјетски Савез емигрантима је понуђено да наставе школовање или да прихвате одговарајући посао, што је Владо одбио и наставља са политичким радом. Организује снажну пропаганду уочи Конференције комунистичких партија у Москви, 1961. године. Конференција усваја Резолуцију којом се Савез комуниста Југославије (СКЈ), осуђује као ревизионистичка и антимарксистичка партија.
Приликом избијања Кубанске кризе, 1962. године, Владо је међу организацијом организовао добровољце за одлазак на Кубу. Иако су Кубанци одобрили визе, совјетске власти нису дозволиле долазак добровољаца. После 22. Конгреса Комунистичке партије Совјетског Савеза (КПСС), Владо је подржао став албанских и кинеских комуниста у сукобу с КПСС-ом, због чега је озбиљно угрозио свој даљи опстанак у СССР-у.
Живећи у Одеси током 1964. и 1965. године радио је на докторској тези о историји југословенског радничког покрета. Почетком 1965. године покушава да оде као добровољац у Вијетнам, али га совјетске власти спречавају. СССР напушта 1965. године и одлази у западну Европу.
Да би преживео, боравећи у Белгији, Француској, Швајцарској, Холандији и Аустрији, ради најтеже физичке послове. Истовремено покушава да међу југословенском економском емиграцијом развије политички рад, али не постиже неки успех. Полиција ових земаља га више пута хапси протерује из једне земље у другу. Тек му 1969. године Белгија одобрава стални боравак. Из Белгије се повезује са марксистичко-лењинистичким партијама западне Европе и учествује у њиховом раду.
Сарадњом југословенске и румунске полиције, ухапшен је 1975. године у Букурешту. У Југославији је осуђен на смрт, али му је казна замењена за 20 година затвора. Јуна 1988. године пуштен је из Пожаревачког затвора и протеран из Југославије. По укидању забране повратка, Владо се септембра 1990. године вратио у СФРЈ. У бројним интервјуима и јавним наступима указивао је на опасност избијања рата и распада Југославије.

### Поновно политичко ангажовање
Непуну годину дана налазио се на челу новоформиране КПЈ, али она се убрзо распала. Дапчевић је 27. марта 1992. године основао Партију рада. За време ратних збивања на подручју бивше Југославије, оштрицу своје борбе усмерава прозивањем Милошевићевог режима са позиције црногорског национализма.
Умро је 12. јула 2001. године у Бриселу. Сахрањен је на Месном гробљу у родном Љуботињу.
Читава породица Дапчевић је учествовала у НОБ-у, браћа Пеко и Милутин, као и сестра Даница. Брат Милутин и сестра Даница, су се као и Владо, 1948. године, изјаснили за Информбиро, те доживели сличну судбину.